# Appleby-in-Westmorland
Appleby-in-Westmorland és un municipi del Regne Unit, que pertany al comtat de Cúmbria (Anglaterra) i forma part del comtat cerimonial de Westmorland del qual és la capital. Aquesta ciutat és coneguda per la fira de cavalls més gran de tot Europa. Abans del 1972 la ciutat es deia Appelby.

## Geografia
Appleby-in-Westmorland està situada a la vora d'un meandre del riu Eden. La serralada dels Penins domina l'horitzó mirant cap a l'est, mentre que a l'oest la panoràmica està protagonitzada pel Districte dels Llacs i, a poques milles, els pujols anomenats Fells.

## Història
Appleby va néixer com a ciutat amb fira de mercat després de la conquesta normanda. El rei Guillem II d'Anglaterra va decidir que aquesta zona fronterera amb Escòcia havia d'estar protegida amb castells i Appelby en va tenir un per la seva posició estratègica en la vall de l'Eden.

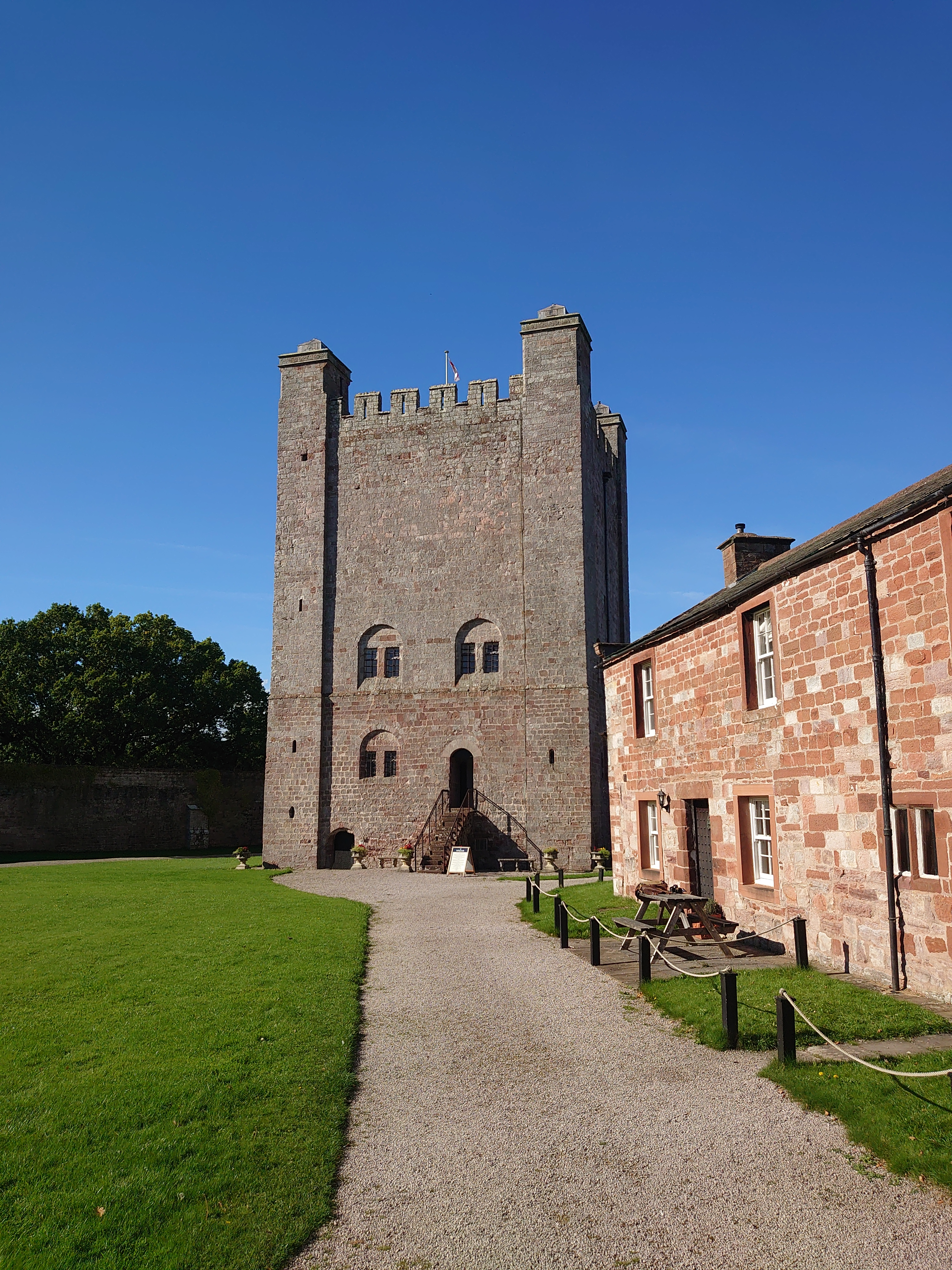
La torre que es conserva de l'antic castell, la resta de l'actual edifici és del.

El territori va ser cedit pel rei a Ranulf le Meschin, 3r comte de Chester, que en va construir el castell el 1170. La seguretat que aportava el castell va afavorir el mercat i Appelby va ser escollida com a capital del comtat de Westmorland. De l'antiga muralla en resta la porta, conservada en bon estat. La família Clifford va ser propietària del castell durant uns 400 anys. El 1648, durant la segona etapa (1648–1649) de la guerra civil anglesa, Appleby va ser assetjat i el castell va quedar molt malmès, però la baronessa lady Anne Clifford el va fer restaurar. A la seva mort els comtes de Thanet el van transformar en una gran mansió
Appleby contribuïa amb dos membres al parlament des de l'època medieval i al segle xviii va esdevenir un Nomination Borough  sota el control de la família Lowther. William Pitt "El Jove" es va presentar per Appleby quan va formar part del parlament el 1783. Un altre representant famós que va tenir Appleby fou Charles Grey, responsable de la llei de reforma administrativa del 1832.
Amb la llei de governs locals del 1972 va deixar de ser capital de districte i, com a municipi va canviar el seu nom per Appleby-in-Westmorland, canviant també els seus límits territorials que en van quedar reduïts.
Amb la nova organització, forma part del Districte d'Eden, i del comtat cerimonial de Westmorland, la capital s'ha traslladat a Kendal, però els tribunals del comtat romanen a Appleby-in-Westmorland.

## Economia

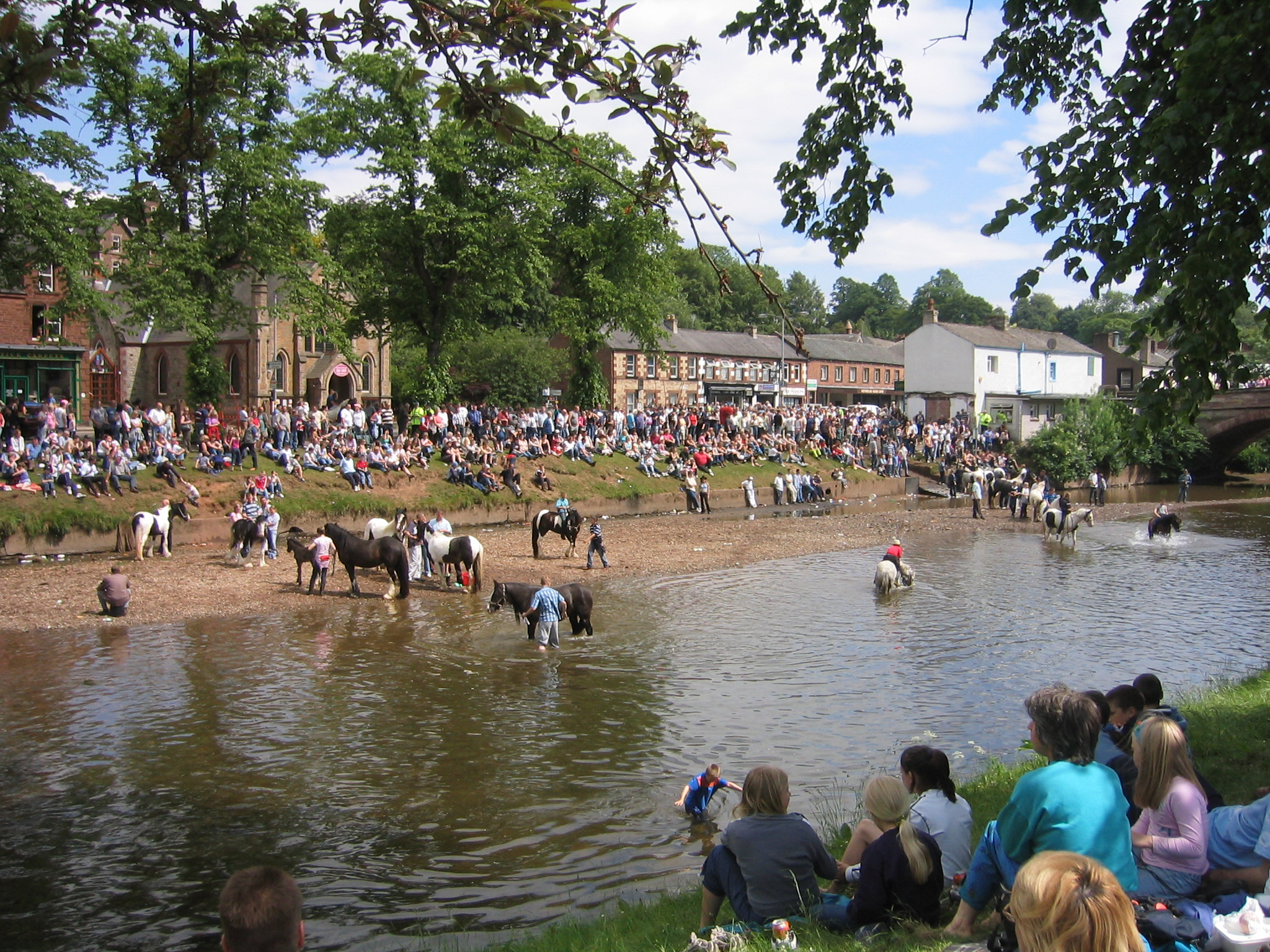
La fira del cavall

La proximitat de la ciutat a la zona rústica fa que sigui un lloc escollit pels turistes amants de la natura, el senderisme i la tranquil·litat.
Des del segle xii s'hi celebra una fira anual de cavalls en el mes de juny. Es fa en un lloc als afores de la ciutat i a la vora del riu, a prop de l'encreuament d'una antiga via romana amb la carretera Long Marton Road. La fira va ser creada pensant en els traginers de ramats ovins i bovins, i comerciants de cavalls, però actualment la visiten els compradors d'equins. Per desgràcia, de vegades els assistents a la fira causen aldarulls a la ciutat.

## Transports
L'estació de ferrocarril d'Appleby forma part de la línia Settle-Carlisle i va ser construïda per la companyia Midland Railway el 1876. Hi ha una segona estació, Appleby East, construïda per la North Eastern Railway però va tancar al públic el 1962 .

## Llocs d'interès

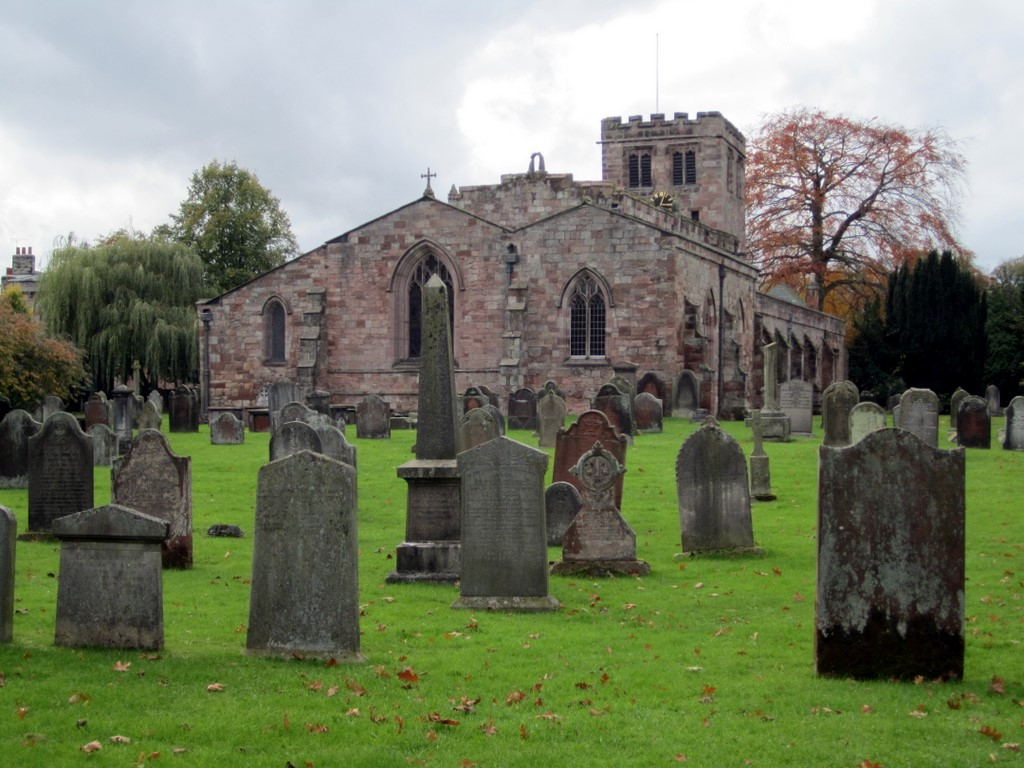
L'església de Saint Lawrence

- La porta de la muralla o Boroughgate, que té dues creus del segle xvii l'una més alta i l'altra més baixa, la creu alta porta la inscripció: "Manté la teva lleialtat, protegeix els teus drets".[1]
- El Moot Hall, que és l'edifici de l'ajuntament i data del 1596.
- El castell, d'època normanda amb ampliacions del segle xviii. La part no habitada està oberta a les visites.
- L'església de Saint Lawrence, que data del 1150 i està catalogada com a monument del patrimoni nacional de grau I. Té un orgue del 1661.[6]